# Wahlen zum Senat der Vereinigten Staaten 1968
Die Wahlen zum Senat der Vereinigten Staaten 1968 zum 91. Kongress der Vereinigten Staaten fanden am 5. November statt. Sie waren Teil der Wahlen in den Vereinigten Staaten an diesem Tag und fiel mit der Präsidentschaftswahl zusammen, bei der Richard Nixon erstmals zum Präsidenten gewählt wurde.
Zur Wahl standen die 34 Sitze der Klasse III, Nachwahlen für vorzeitig aus dem Amt geschiedene Senatoren fanden keine statt. 23 dieser Senatoren gehörten der Demokratischen Partei an, 11 den Republikanern. 20 Senatoren wurden wiedergewählt, 13 Demokraten und 7 Republikaner. 7 bisher demokratische Sitze gingen an die Republikaner, die Demokraten konnten 2 Sitze von den Republikanern gewinnen. Damit gewannen die Republikaner 5 Sitze, einen weiteren erhielten sie im Dezember, als nach dem Tod des demokratischen Senators Bob Bartlett der Republikaner Ted Stevens von Alaskas Gouverneur Walter Hickel zu seinem Nachfolger ernannt wurde. Die demokratische Mehrheit sank damit von 62 auf 56 Sitze, während die Republikaner sich von 38 auf 44 verbessern konnten.
Zu Veränderungen nach der Wahl siehe auch Liste der Mitglieder des Senats im 91. Kongress der Vereinigten Staaten.

## Ergebnisse
Die Gewinner dieser Wahlen wurden am 3. Januar 1969 in den Senat aufgenommen, also bei Zusammentritt des 91. Kongresses. Alle Sitze dieser Senatoren gehören zur Klasse III.
| Staat          | Amtierender Senator     | Partei       | Ergebnis                   | Neuer Senator        |
| -------------- | ----------------------- | ------------ | -------------------------- | -------------------- |
| Alabama        | J. Lister Hill          | Demokrat     | von Demokraten gehalten    | James Allen          |
| Alaska         | Ernest Gruening         | Demokrat     | von Demokraten gehalten    | Mike Gravel          |
| Arizona        | Carl Hayden             | Demokrat     | Zugewinn Republikaner      | Barry Goldwater      |
| Arkansas       | J. William Fulbright    | Demokrat     | wiedergewählt              | J. William Fulbright |
| Colorado       | Peter H. Dominick       | Republikaner | wiedergewählt              | Peter H. Dominick    |
| Connecticut    | Abraham A. Ribicoff     | Demokrat     | wiedergewählt              | Abraham A. Ribicoff  |
| Florida        | George Smathers         | Demokrat     | Zugewinn Republikaner      | Edward Gurney        |
| Georgia        | Herman Talmadge         | Demokrat     | wiedergewählt              | Herman Talmadge      |
| Hawaii         | Daniel Inouye           | Demokrat     | wiedergewählt              | Daniel Inouye        |
| Idaho          | Frank Church            | Demokrat     | wiedergewählt              | Frank Church         |
| Illinois       | Everett Dirksen         | Republikaner | wiedergewählt              | Everett Dirksen      |
| Indiana        | Birch Bayh              | Demokrat     | wiedergewählt              | Birch Bayh           |
| Iowa           | Bourke B. Hickenlooper  | Republikaner | Zugewinn Demokraten        | Harold Hughes        |
| Kalifornien    | Thomas Kuchel           | Republikaner | Zugewinn Demokraten        | Alan Cranston        |
| Kansas         | Frank Carlson           | Republikaner | von Republikanern gehalten | Bob Dole             |
| Kentucky       | Thruston Ballard Morton | Republikaner | von Republikanern gehalten | Marlow Cook          |
| Louisiana      | Russell B. Long         | Demokrat     | wiedergewählt              | Russell B. Long      |
| Maryland       | Daniel Brewster         | Demokrat     | Zugewinn Republikaner      | Charles Mathias      |
| Missouri       | Edward V. Long          | Demokrat     | von Demokraten gehalten    | Thomas Eagleton      |
| Nevada         | Alan Bible              | Demokrat     | wiedergewählt              | Alan Bible           |
| New Hampshire  | Norris Cotton           | Republikaner | wiedergewählt              | Norris Cotton        |
| New York       | Jacob K. Javits         | Republikaner | wiedergewählt              | Jacob K. Javits      |
| North Carolina | Sam Ervin               | Demokrat     | wiedergewählt              | Sam Ervin            |
| North Dakota   | Milton Young            | Republikaner | wiedergewählt              | Milton Young         |
| Ohio           | Frank J. Lausche        | Demokrat     | Zugewinn Republikaner      | William B. Saxbe     |
| Oklahoma       | A. S. Mike Monroney     | Demokrat     | Zugewinn Republikaner      | Henry Bellmon        |
| Oregon         | Wayne Morse             | Demokrat     | Zugewinn Republikaner      | Bob Packwood         |
| Pennsylvania   | Joseph S. Clark         | Demokrat     | Zugewinn Republikaner      | Richard Schweiker    |
| South Carolina | Fritz Hollings          | Demokrat     | wiedergewählt              | Fritz Hollings       |
| South Dakota   | George McGovern         | Demokrat     | wiedergewählt              | George McGovern      |
| Utah           | Wallace F. Bennett      | Republikaner | wiedergewählt              | Wallace F. Bennett   |
| Vermont        | George Aiken            | Republikaner | wiedergewählt              | George Aiken         |
| Washington     | Warren G. Magnuson      | Demokrat     | wiedergewählt              | Warren G. Magnuson   |
| Wisconsin      | Gaylord Nelson          | Demokrat     | wiedergewählt              | Gaylord Nelson       |

- wiedergewählt: ein gewählter Amtsinhaber wurde wiedergewählt.